# Meycauayan
Meycauayan – miasto na Filipinach w regionie Luzon Środkowy, na wyspie Luzon. W 2010 roku liczyło 199 154 mieszkańców.